# Фанурий Родосский
 Фанурий Родосский (греч. Άγιος Φανούριος — святой Фанурий; III в. н. э.) — святой Греческой православной церкви. Считается покровителем острова Родос; имя Фанурий означает «являющий» (указывающий, показывающий). Один из наиболее почитаемых святых Греции.
Особенностью этого святого является отсутствие письменных данных о его жизни, происхождении, текста жития а также отсутствие мощей. Единственным источником информации являются клейма на иконе святого Фанурия, находящейся в одноимённом храме в столице острова Родос городе Родос. Повсеместное почитание святого в Греции связано с обретением этой иконы и последующими чудесами, совершающимися по молитвам святому Фанурию.

## Обретение иконы
В XVI веке остров Родос был завоёван турками-османами. Завоевав его, они восстанавливали крепостные стены города, разрушенные во время осады и многочисленных боев, для чего использовали камни соседних разрушенных построек. Во время расчистки завалов была обнаружена небольшая церковь и множество икон в ней. Красочный слой на иконах был поврежден настолько, что невозможно было разглядеть ни ликов, ни надписей. Но среди икон рабочие обнаружили образ, находившийся в идеальном состоянии. Это по мнению верующих явилось доказательством того, что обретение иконы произошло не по воле случая, а по Божьей воле.

## Икона

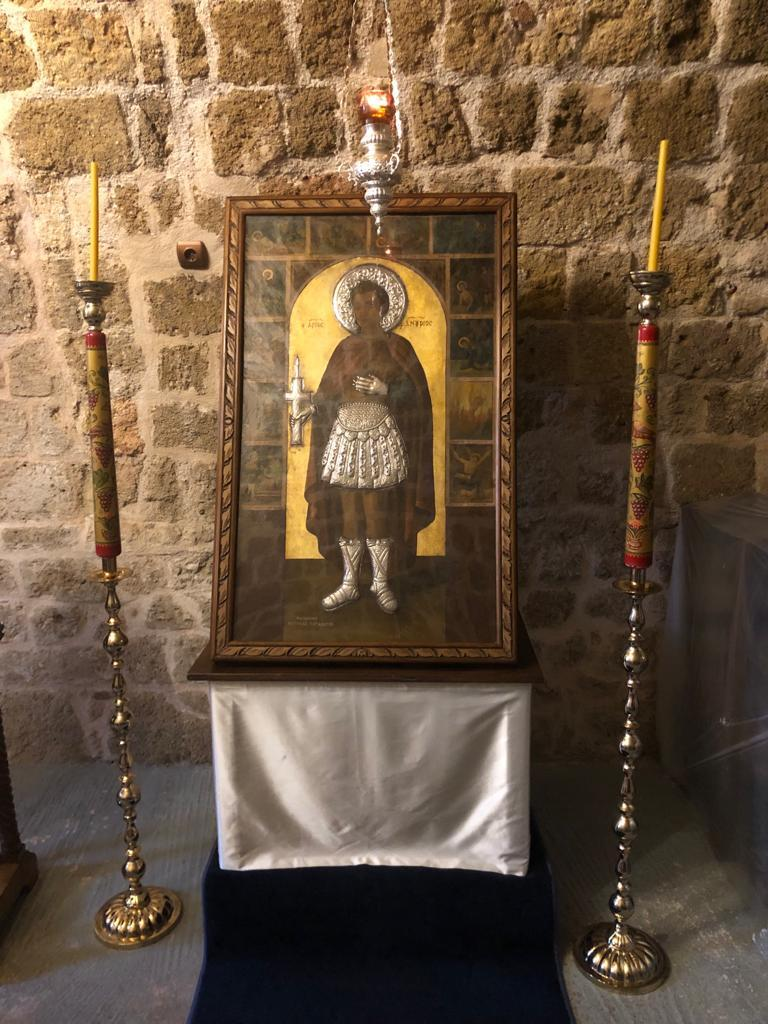
Чудотворная икона великомученика Фанурия в храме св. Фанурия. Остров Родос, г. Родос, Старый город

В момент разбора завалов в Старом городе находился митрополит Родосский Нил. Он был свидетелем обретения иконы. Прочтя надпись на иконе — «святой Фанурий», митрополит понял, что обретён образ к тому времени забытого раннехристианского святого мученика, римского воина, возможно офицера или военачальника. Он изображён на иконе облаченным в воинские доспехи, с крестом в руке. Над крестом горящая свеча. По периметру иконы, в соответствии с древней традицией, помещены 12 клейм с изображениями мучений святого, свидетельствующие, что это был великий и мужественный христианский мученик: святой изображён дающим ответ перед судьей, затем посреди воинов, которые бьют его камнями по лицу и голове; в следующей сцене святой лежит на земле, а воины стегают его плетьми, затем его плоть раздирают железными гвоздями; далее великомученик изображён лежащим на земле, избиваемый солдатами; затем в тюремной камере, далее он вновь стоит перед престолом тирана, требующего, чтобы Фанурий принёс жертву римским богам. Затем святого привязали к колесу, обжигая его горящими свечами; в другой сцене он стоит невредимый среди диких зверей; в следующей — лежит на земле, а мучители кладут на него огромный камень. Далее великомученик изображён стоящим перед идолами с горящими углями в руках; сатана плачет, стоя позади него . На следующем изображении святой воин стоит в горящей печи и воздевает руки к небу.
Сведений о родителях св. Фанурия не сохранилось. Существует предание, согласно которому мать святого была грешницей — но эти сведения ничем не подтверждаются.
Некоторые источники называют временем обретения иконы XIV век.

## Храм великомученика Фанурия на острове Родос
Храм святого Фанурия (греч. — Ιερός Ναός Αγίου Φανουρίου) находится в столице острова городе Родос в Старом городе на одноимённой улице святого Фанурия в южной части Родосской крепости. Построен в поздневизантийский период в 13 веке в виде свободного креста с куполом и пристроенным позднее притвором в западной части.
Кому был посвящён первоначальный храм 13 века, в рыцарские времена, остаётся неизвестным. Он был повторно освящён в 1946 году, после окончания Второй мировой войны. В этот период православным общинам возвращались ранее утраченные церкви.
Реставраторами были обнаружены три различные слоя фресок. Первый, датированный первой половиной XIII века, находится в алтарной части, второй — 1335/6 гг. — во всей церкви и в притворе. Второй слой, очевидно, повторяет мотивы первого. Третий слой, вероятно, относится к середине 15-го века.
Фрески последнего слоя были сохранены и восстановлены во время ремонта в рамках реставрационных работ, проведенных итальянской археологической службой во время оккупации острова Италией в ходе итало-турецкой войны.
Считается, что иконографическую программу первого слоя оплатил меценат, представитель городской аристократии. Она создана зрелым художником, под влиянием иконописной традиции Малой Азии, в частности никейской.
Во втором слое представляет интерес расширенное исполнение Второго Пришествия, расположенное над арками по обеим сторонам двери.
Эсхатологическое содержание иконографической росписи стен, по-видимому, было личным выбором художников, изобразивших райский пейзаж на барабане южного части западной опоры храма.
Несмотря на плохую сохранность фресок, храм святого Фанурия является интересным примером средневекового храма с полной иконографической программой.
Главной святыней храма является чудотворная икона великомученика и чудотворца Фанурия.

## Чудеса
Сохранилось предание о трёх священниках с острова Крит, которые отправились на остров Китиру для рукоположения в священники. В тот период Крит был владением Венецианской Республики и на острове не было православного епископа. Получив пресвитерскую хиротонию от епископа Китиры, на обратном пути они были похищены турецкими пиратами, доставлены на остров Родос и проданы в рабство трём разным хозяевам. Узнав о том, что островитяне во всех житейских нуждах призывают святого Фанурия, молодые священники стали обращаться к нему в молитвах. В один день всем им было разрешено помолиться вместе в храме святого Фанурия. Встретившись в церкви у иконы, ранее им не известного святого, трое пресвитеров слёзно обратились к нему с просьбой избавить их от рабства. В ближайшую ночь после этого святой великомученик стал являться во сне каждому из этих хозяев, требуя, чтобы священникам была дарована свобода. Предположив, что священники навели на них колдовские чары, турки велели слугам ужесточить содержание христианских пленников. Следующей ночью святой Фанурий вновь явился главам турецких семей и сказал, что если они немедленно не отпустят «рабов Божиих, священников», то очень пожалеют. Наутро все трое проснулись ослепшими и парализованными. Тогда, посоветовавшись с родственниками, рабовладельцы пригласили пленных священников, чтобы они помолились об их исцелении. В следующую, третью по счёту, ночь святой вновь является во сне туркам и говорит: «Завтра утром пусть в мой дом принесут три письменных обещания освободить священников Господних, иначе вы останетесь неисцелёнными». Утром родственники парализованных от их имени написали клятвенные обещания дать свободу пленникам, отнесли эти письма в храм святого в Старом городе и положили под его икону. Родственники ещё не успели вернуться из храма, а турки в трёх разных домах прозрели и встали с постели. Они немедленно дали священникам соответствующие документы об их освобождении и за свой счёт отправили их на Крит. Прежде, чем вернуться домой, пресвитеры заказали копию иконы своего освободителя, и вернувшись с ней на свой остров, еженедельно совершали молебны перед этой иконой. Таким образом почитание святого Фанурия распространилось на Крите, и позже на материковой Греции.
К святому обращаются в тех случаях, когда хотят что-то найти, при этом речь может идти о самых разных вещах и случаях. Это могут быть, например, потерянные ключи или пропавший без вести родственник, а может быть потерянное семейное счастье. Зажжённая свеча в руках святого, чьё имя переводится как «являющий» или «указывающий», «показывающий», делающий что-либо видимым, символизирует собой огонёк надежды.

## Традиции
- 27 августа (9 сентября) в день обретения иконы совершается крестный ход.
- Как в день памяти святого, так и в любое время года, верующие, имеющие какое-либо прошение, приносят в храм к иконе святого «фануро́питу» — пирог святого Фанурия, приготовленный с белым вином, изюмом, корицей и апельсиновым соком. Существует несколько вариантов рецепта . Пирог освящается и раздаётся находящимся в храме. Остатки заворачиваются в фольгу и кладутся в корзину в храме, откуда в ближайшие дни их может взять любой желающий.
- Над пирогом святого Фанурия — «фануропитой» священник читает следующую молитву: Господи Иисусе Христе, Небесный Хлебе, брашна, пребывающаго во век, щедрый подателю, дарователю благих, Илии пищу неоранную источивый, надежде ненадежных, помоще беспомощных и спасение душ наших! Благослови дары сия и сия Тебе принесших в славу Твою и честь святаго славнаго великомученика Фанурия. Подаждь же, Блаже, благоукрасившим пироги сия вся мирная и премирная благая Твоя. Возвесели я радостию с лицем Твоим, покажи им пути ко спасению. Прошения сердец их и всяк совет их скоро исполни, наставляя их к деланию заповедий Твоих, да выну веселием и радостию воспевают и прославляют пречестное и великолепое имя Твое, молитвами Преблагословенныя Богородицы, святаго славнаго великомученика Фанурия чудотворца, и всех Твоих святых. Аминь[8].